# 松江騷擾事件
松江骚扰事件，乃1945年（昭和20年）8月24日黎明，日本岛根县松江市的青年团体「皇国义勇军」的数十人的武装骚乱，对岛根县内的主要设施进行袭击的事件，1人死亡。
松江骚扰事件造成島根縣廳廳舍與島根縣議會議事堂被燒毀，亦稱皇国义勇军事件、岛根县厅纵火事件。

## 背景
太平洋战争战败后，日本宣布无条件投降，全国各地发生多起反对投降的骚乱，在地方都市松江市发生的此事件即为其中之一。这一事件为大日本帝国憲法下最后一起试图引发全国骚乱的未遂政变，亦是大審院裁决的最后一宗案件。
发起事件的皇国義勇軍成员均受到主犯岡崎功（当時满25岁）影响，而副领导長谷川文明（当時24岁）及行動隊長波多野安彦被认为崇拜大東塾的影山正治。事件发生约半年前，岡崎、長谷川、波多野3人经由島根县松江市内大日本言論報国会島根支部互相结识，在日本很可能战败的情况下谋划「昭和維新、一起起义」，之后便迎来了1945年（昭和20年）8月15日终战日。
1945年（昭和20年）8月15日，国民从玉音放送中得知日本已接受波茨坦公告、正式投降；2天后，8月17日，東京反对投降的尊攘同志会会員占据愛宕山，呼吁全国起义。松江騒擾事件即为愛宕山事件的呼应之一。

## 经过
8月24日凌晨，以尊攘同志会会員岡崎功（当時25岁）为首的数十名20岁左右青年以「皇国義勇軍」之名发动武装骚乱，分别袭击县内不同建筑。岛根县厅遭纵火焚烧，报社、发电厂被部分破坏，原计划对县知事及检事正（检察长）的暗杀则因行动协调问题失败。他们袭击不同地方后到达广播电台，试图用广播呼吁全国起义，但被台长严词拒绝。争执间警察及军队赶到，包围电台，带走所有参与者，骚乱平息。

### 皇国義勇軍結成
8月24日凌晨1時左右，岡崎等数十人在松江護國神社拜殿左側树荫集合。其中男隊員着卡其色国防服，女隊員着山袴，几乎全部是20岁左右的青年。武器方面，長谷川及森脇有日本刀，藤井有矽藻土炸藥，岡崎从母校松江中学校偷来了15支三八式步枪及刺刀，但没有找到已被中学生藏起来的弹药。他们约定袭击结束后于松江放送局（广播电台）集合，通过广播呼吁所有国民抗战；又约定不伤害普通人，但会杀掉阻止他们的人。行动开始时间定为凌晨2時40分，团体定名皇国義勇軍。

### 袭击详情
由于县厅纵火比预计早了20分钟，各隊行动协调出现混乱。报社、变电所袭击计划实现，但暗杀知事及检事正、炸掉电话试验室、袭击火药店等计划失败，整个计划只能说成功了一半。各隊之后赶赴松江放送局集合。袭击详情如下。
- 县厅袭击队于凌晨2時偷偷进入县厅大院，原定和其他袭击队一样2時40分开始行动，但期间一人被巡逻警官发现，逃入防空壕。袭击队觉得如果警察报告警署，袭击计划就会泡汤，故提早20分钟进入县厅，在厅内两处纵火。木制的县厅舍迅即燃起大火、升起黑烟。袭击队于纵火后赶往集合地广播电台，途中遇上慌忙赶去火场的茶店店主曾田完（当時36岁）。袭击隊隊長森脇误以为他是抵抗者，拿日本刀砍向他。日本刀掠过曾田完右掌后，隊員北村武用刺刀刺他的腹部，致使他死亡[11]。增田是事件中唯一的死者。
- 报社袭击队混在火灾围观者之中侵入社内，以短刀和刺刀枪威胁看更，剪断輪轉印刷機的转带，又将活字版掀翻[12]。他们还翻找无线电收发机，但没有找到[13]。受此影响，山陰新聞改为小报尺寸出版，直至31日后恢复[14]。
- 变电所袭击队快到3时时到达距松江護國神社4公里以上的变电所。他们用日本刀威胁看更，说自己是皇国義勇軍，又解开供电线，在隔壁的中配南变电所切断65000伏特电缆。受此影响，市内停电3个半小时[12]。
- 知事袭击队跟随计划到达知事官舍后门，但得知县厅起火的知事已于2时35分赶赴火场，故未能成功暗杀。检事正袭击队也因同样理由未能成功暗杀[12]。
- 邮局袭击队成功在电话试验室背面墙根放置矽藻土炸藥，但导火线燃烧后并未成功引爆[12]。
- 火药店袭击队所有队员都不是本地人，不熟悉市内道路，所以没有找到火药店，放弃了抢火药的计划[11]。

### 骚乱平息
除火药店袭击队外，所有成员此后赶到广播电台集合。他们和台长谈判，要求播出《起义宗旨》（決起趣意書），但被台长严词拒绝。争执一直持续至早晨，此后有约50名武装警察和20名松江联队士兵将电台包围。领导者岡崎拔刀告知军官，说己方是奉宣战之诏敕、誓要歼灭美英的皇国義勇軍，高叫军队辜负天皇及国民的信赖、置天皇及国民于悲惨境地，己方才是遵皇祖皇宗之意者，胆敢抵抗者均为反贼。
参与者与警察及军队对话时，特高課長作为岡崎的熟人劝他妥协，告诉他如果开战，双方都会有死伤。岡崎随后同意有条件投降，要求牺牲自己生命，换取当局不追究皇国義勇軍。岡崎又提出「想在最后做一次東方遥拜」，之后皇国義勇軍和军队、警察双方列队，岡崎号令「東方遥拜」，军队举枪致敬，警察和皇国義勇軍行最敬礼，全員高呼三声「天皇陛下万岁」。遥拜结束后，皇国義勇軍被直接带到松江警察署，过程中未被解除武装或戴上手铐。
抵达警察署后，皇国義勇軍被关押在松江署的剑道場，岡崎与特高課長在别的房间内商谈待遇。特高課長告知冈崎，自己收到通告称「检事正不可能释放暴徒」，所以撤回之前的约定。岡崎抗議后回到剑道場和其他人商量，但也知道一切已经太迟，于是决定如约牺牲自己生命，尝试换取当局释放其他参与者。
岡崎告诉其他成员，希望他们堂堂正正地接受审讯，释放后要致力复兴日本，并为起义失败致歉，之后迅速用短刀刺向自己的腹部两次。特高課長及广播电台台长想冲过去，但被拿着日本刀的長谷川阻止。岡崎大叫「天皇陛下万岁」，又用刀刺向自己的后颈。剑道场内其他成员大哭，失去意识的岡崎被送至松江日赤病院后捡回一命。在所有隊員因涉嫌战时骚扰、住居侵入、電信瓦斯利用妨害、違反爆发物取缔罚则等接受审讯后，女性隊員于第二日、除各袭击隊负责人以外其他人于第三日获释。

### 影响及新闻管制

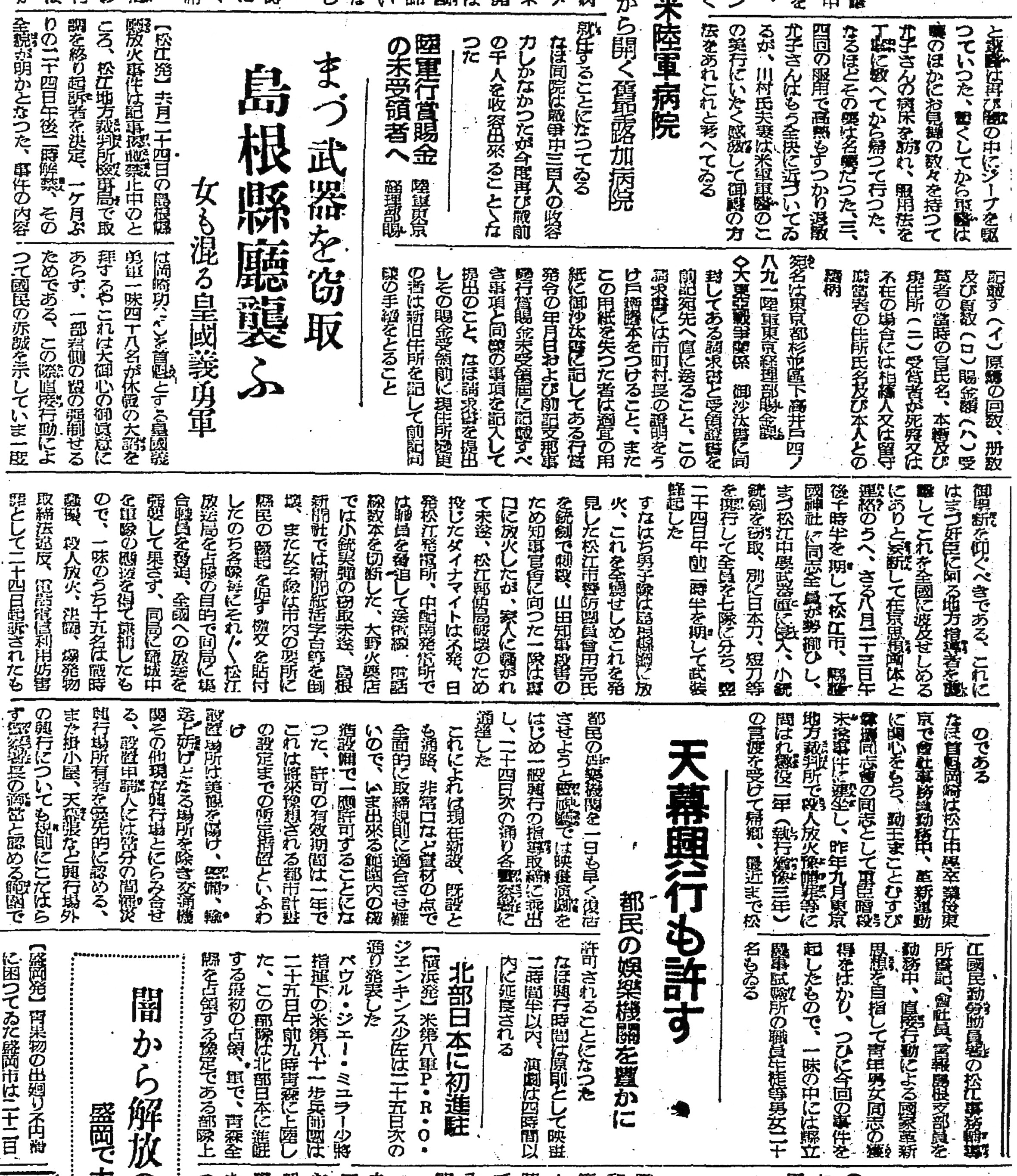
事件发生1个月后新闻管制解除，1945年（昭和20年）9月25日开始报道此事的《朝日新聞》。

島根县厅舍、县会議事堂建筑面积3000m2全部焚毁，经济损失约192万日元（1946年（昭和21年）的县职员年收入为103万日元）；纵火时1名市民被杀害，另有众多文件烧毁。受袭击影响，松江市内停电3个半小时，设备受损的报社被迫将报纸改为小报尺寸发行，直至8月31日后恢复。
此事件极大震撼了当地行政、治安机构及刚得知战败的岛根县民，但由于当局发布新闻管制，骚乱未有波及全国。遇袭的島根新聞社在24日的报纸（25日发行）上刊登社告，指由于「无可避免的突发事故」，报纸改为小报尺寸发行；之后又在25日的报纸上刊登山田知事的《感谢各界救火及慰问》一文，但亦未提到火灾原因。25日的朝日新聞报道只有7行，连火灾是纵火还是失火都没触及。事件详情直至1个月后才获报道；9月25日，皇国義勇軍中15人被起诉，26日的島根新聞以起诉事实为中心大幅度报道此事件，全文占到版面的一半。
县厅燃烧时有超过2000人围观，但群众中谁都没有率先开始救火，只是默默地看着县厅被大火吞噬。島根新聞的小田川記者事后表示，群众面对静静燃烧的县厅，思索日本的将来，茫然自失。

## 审判及服刑
1945年（昭和20年）11月5日，松江地方裁判所第一次公开审理此案，三瀬忠俊任审判长。被告人为皇国義勇軍主要成员15人，岡崎穿戴大島紬和服、羽織、袴进入法庭，向审判长鞠了一躬。
岡崎发现法庭内站有驻日盟军将校后，询问审判长「这个审判是在进驻军名下进行，还是在天皇名下进行」，又说如果是在进驻军名下进行，就不能接受审判。审判长三濑回答道虽然日本战败，审判还是在天皇名下进行。皇国義勇軍成员十分看重这个回答，承认了所有起诉事实。

### 一审判决及上诉
地裁12月20日审结此案，判处岡崎功无期徒刑，其他所有被告人有期徒刑。由于战时刑事特别法适用，此案没有控诉审，控辩双方均上告至大審院。大審院驳回辩方上诉，仅接受控方认为量刑过轻的上诉。
1947年（昭和22年）5月2日，大審院宣判，長谷川等7人加刑。由于次日日本国憲法施行，这一判决成为大日本帝国憲法下大審院最后一起判决。主要成员判决结果如下。

#### 確定判決
| 被告人           | 求刑         | 地裁判決                | 大審院判決   |
| ---------------- | ------------ | ----------------------- | ------------ |
| 岡崎功           | 死刑         | 无期徒刑                | 地裁判決確定 |
| 長谷川文明       | 有期徒刑15年 | 有期徒刑10年            | 有期徒刑12年 |
| 森脇昭吉         | 无期徒刑     | 有期徒刑8年             | 有期徒刑10年 |
| 波多野安彦       | 有期徒刑15年 | 有期徒刑7年             | 有期徒刑10年 |
| 藤井良三郎       | 有期徒刑12年 | 有期徒刑5年             | 有期徒刑7年  |
| 北村武、和泉未富 | 有期徒刑12年 | 有期徒刑5年以上10年以下 | 地裁判決確定 |
| 高木重夫         | 有期徒刑10年 | 有期徒刑2年6个月        | 有期徒刑5年  |
| 白波濑登         | 有期徒刑10年 | 有期徒刑2年、缓刑5年    | 有期徒刑3年  |
| 宇佐昭一         | 有期徒刑6年  | 有期徒刑2年、缓刑5年    | 有期徒刑2年  |

### 特赦
被判处无期徒刑的主犯岡崎2次成为特赦减刑对象，实际服刑6年7个月。
- 1946年（昭和21年）11月3日公布：第二次大战终结恩赦及日本国憲法公布恩赦中对減刑令的修正
- 1952年（昭和27年）4月18日公布：和平条约生效、講和恩赦

自大日本帝国憲法公布至加入联合国，日本共发布过7次大赦令。皇国義勇軍主要成员出狱后分别成为教育工作者、印刷厂职员、工業廢料处理业者等，其他成员出狱后去向大多数不明。

### 其他
- 猪瀬直樹
- - ；. 日本ペンクラブ. 2005-02-17  [2009-07-07]. （原始内容存档于2009-10-21）.